# Agnes Andersson (fotograf)
Agnes Amanda Helena Andersson, född 12 januari 1865 i Alfta i Hälsingland, död 10 februari 1958 i Alfta, var en tidig svensk fotograf.
En stor del av Agnes Anderssons arbete bestod av att ta porträttbilder, men det är framför allt hennes foton av vyer, byggnader och människor i arbete och fest som har stort kulturhistoriskt värde. Hennes fotografier visar hur Alfta utvecklas från by till stationssamhälle och sedan tätort.

## Arbete
Agnes Andersson öppnade kring år 1885 en fotoataljé i sitt föräldrahem i Alfta som hon använde sommartid när ljusförhållandena var goda. År 1899 behövde föräldrahemmet rivas. Andersson flyttade då verksamheten till en provisorisk sommarateljé i en lada i Ol-Mårs i Östra Kyrkbyn i Alfta. Åren 1901–1902 lät hon bygga hon en bostad med åretruntataljé vid Åsabäcken i Östra Kyrkbyn. 
Anders Andersson lämnade sitt arbete som fotograf år 1937 vid 62 års ålder.

## Utbildning
Agnes Andersson hade lärlingsplats hos fotografen Erik G. Rådberg i Kristinehamn från november 1882 till februari 1885. Under vintern 1885 vidareutbildade hon sig hos Anny Tideström samt Selma Jacobsson i Stockholm.

## Fotografier i urval

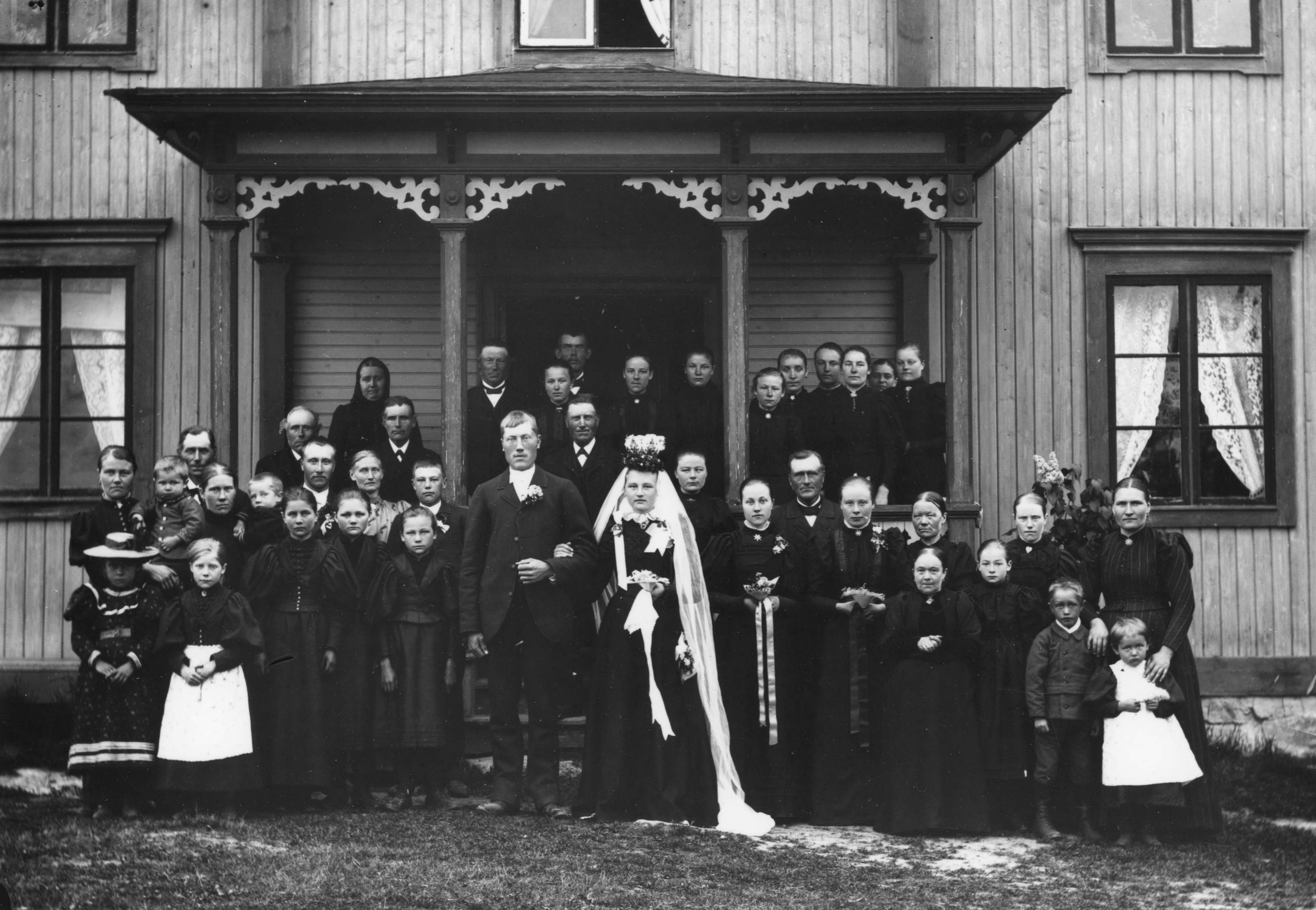
Bröllopsbild från Alfta.
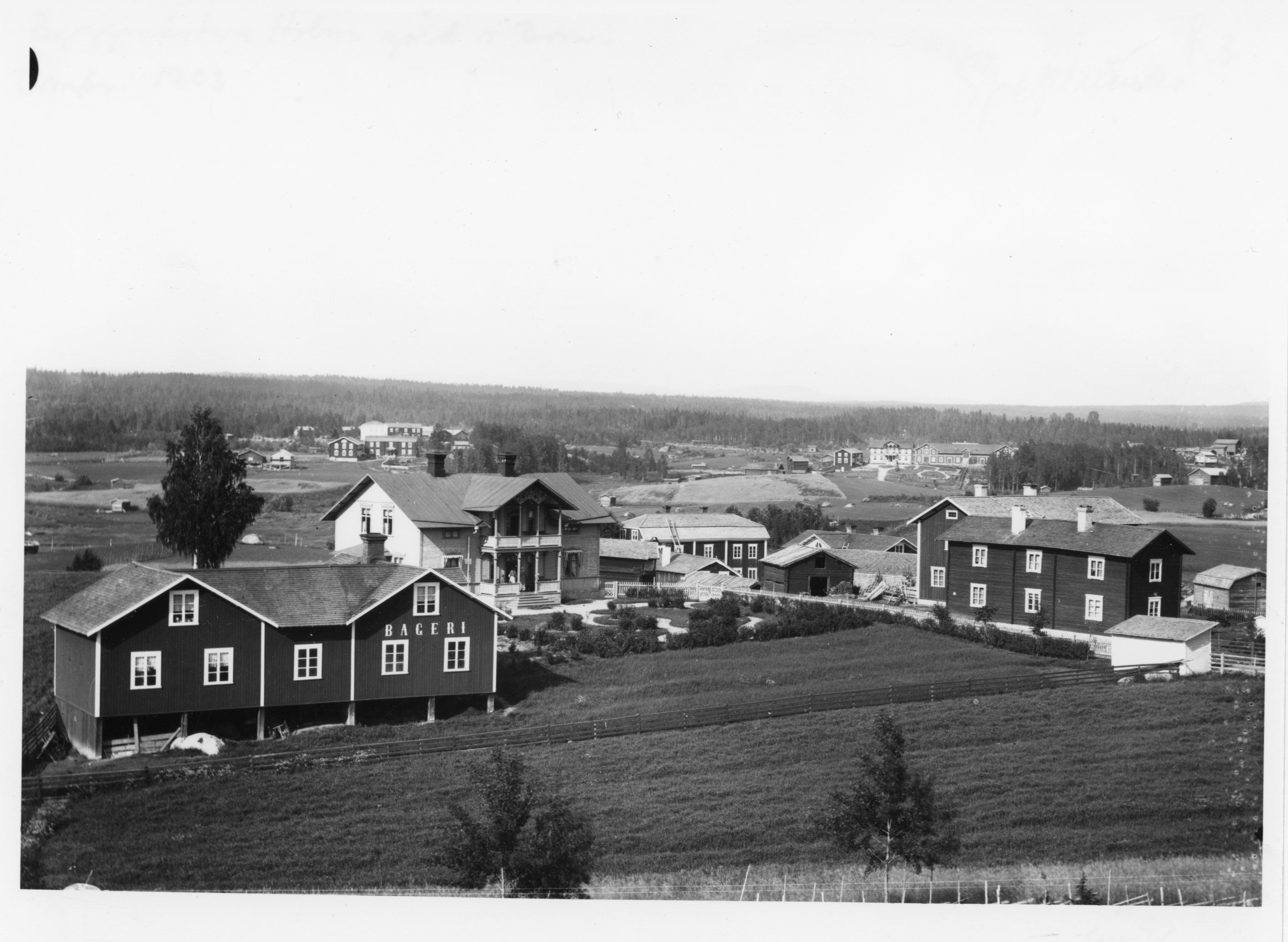
Norells i Långhed.
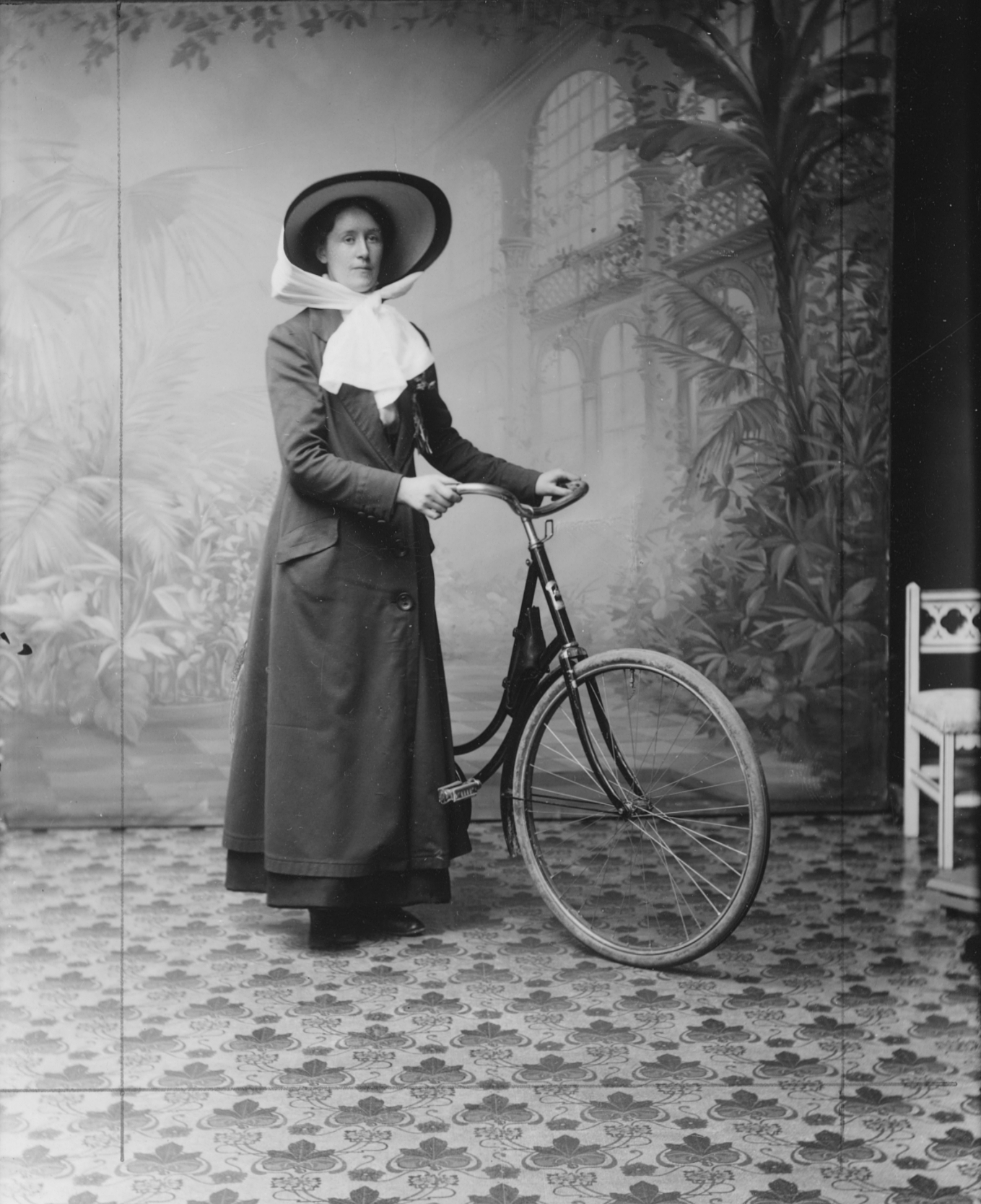
Lärarinnan Maria Hemström från Galsvbo, utanför Alfta.
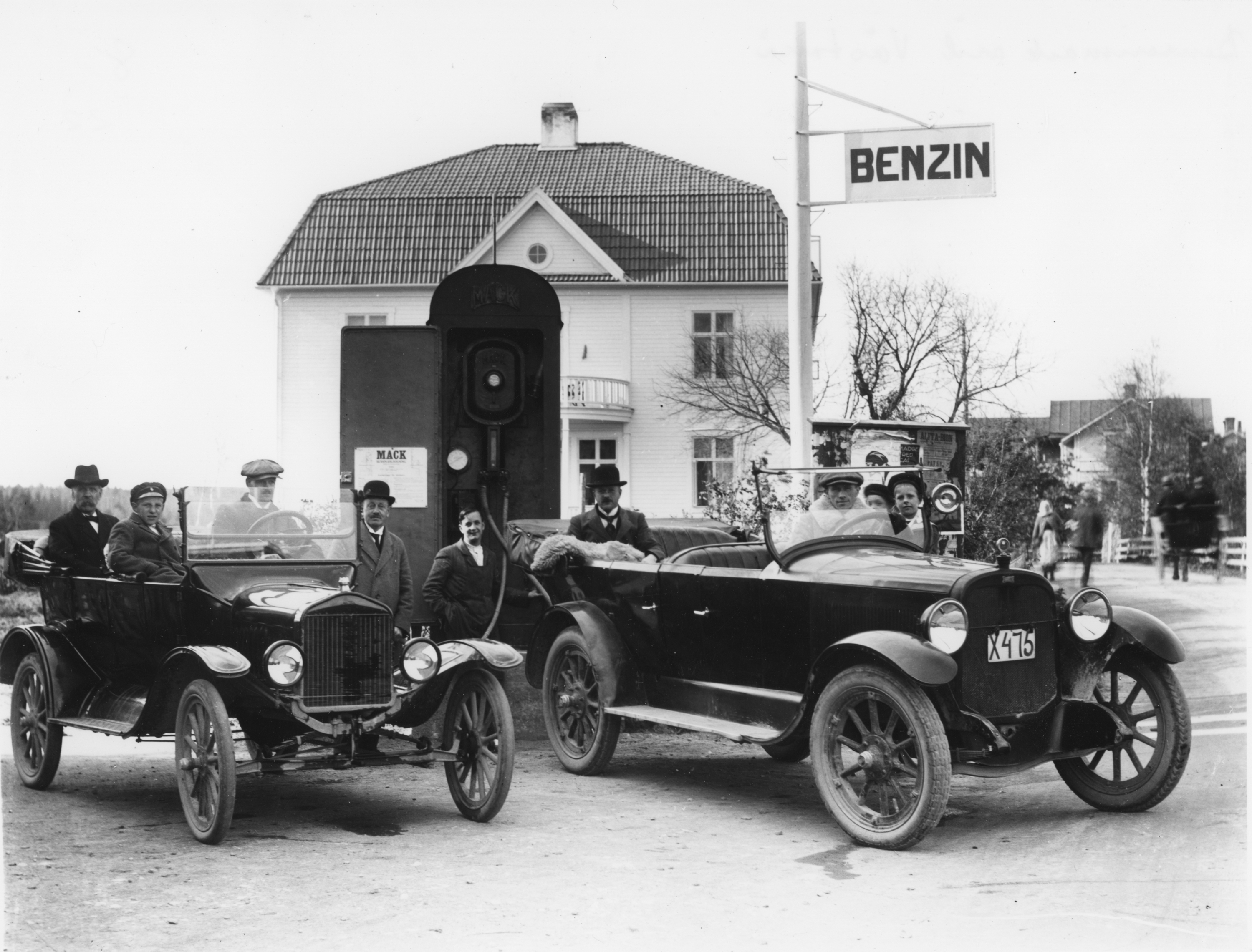
Bensinmack vid Västanå utanför Alfta.